# Jörn Gruber
Jörn Gruber (* 20. September 1940 in Lübeck) ist ein deutscher Romanist und emeritierter Professor für romanische Philologie an der Universität Trier. Seine Forschungsschwerpunkte sind: Trobador- und Dantephilologie, Narratologie, Intertextologie (Textetymologie), klassische Yogatexte und Mantras (Sanskrit).    

## Leben
1961 legte Jörn Gruber sein Abitur am Johann-Heinrich-Voß-Gymnasium in Eutin ab. Er studierte Galloromanistik, Italianistik, Hispanistik, Lusitanistik und Germanistik in Kiel, Hamburg, Lissabon (Lusitanistik), Rom (Latinistik) und Trier. 1976 wurde er an der Universität Tier mit der Schrift Laura und das Trobar car – Studien zur stilistischen Funktion des Enjambements in der provenzalischen und italienischen Lyrik von den Anfängen bis Francesco Petrarca promoviert. 1981 habilitierte er sich an der Universität Tier  mit der Schrift Die Dialektik des Trobar. Untersuchungen zur Struktur und Entwicklung des occitanischen und französischen Minnesangs des 12. Jahrhunderts. Gruber ist verheiratet mit der Ägyptologin/klassischen Philologin und Violinistin Sonja Gruberova. 

## Schriften
- Laura und das „Trobar car“. Studien zur stilistischen Funktion des Enjambements in der provenzalischen und italienischen Lyrik von den Anfängen bis Francesco Petrarca. [Dissertation], Hamburg 1976, ISBN 3-87118-255-9.
- Die Dialektik des Trobar. Untersuchungen zur Struktur und Entwicklung des occitanischen und französischen Minnesangs des 12. Jahrhunderts. [Habilitationsschrift], Tübingen 1983, ISBN 3-484-52194-5.
- Terre des Troubadours XIIe-XIIIe siècles. Editions de Paris, Paris 1996, ISBN 2-905291-56-7. (Coautor)
- Le Livre d'or des Troubadours. Paris 1997, ISBN 2-905291-77-X. (Coautor)
- als Bearbeiter: Die Dante-Sammlung von Franz Xaver Kraus in der Stadtbibliothek Trier. Trier 1986.

Artikel zu folgenden Sprachen und Kulturen: Sanskrit, Hebräisch, Griechisch, Latein, Italienisch, Französisch, Occitanisch, Katalanisch, Spanisch, Portugiesisch 
| Personendaten    | Personendaten      |
| ---------------- | ------------------ |
| NAME             | Gruber, Jörn       |
| KURZBESCHREIBUNG | deutscher Romanist |
| GEBURTSDATUM     | 20. September 1940 |
| GEBURTSORT       | Lübeck             |